# مؤشر الإنسولين
يمثل مؤشر الإنسولين للطعام كم يرتفع تركيز الإنسولين في الدم خلال فترة ساعتين بعد تناول الطعام. يشبه المؤشر الجلايسيمي والحمل الجلايسيمي، ولكن بدلاً من الاعتماد على مستويات الجلوكوز في الدم، يعتمد مؤشر الإنسولين على مستويات الإنسولين في الدم. يمثل مؤشر الإنسولين مقارنة بين أجزاء الطعام مع محتوى حراري عام متساوى (250 كيلو كالوري أو 1000 كيلوجول)، في حين يمثل مقارنة بين أجزاء ذات محتوى كربوهيدرات قابل للهضم متساوية (عادة 50 غ) وتمثل نسبة السكر في الدم أجزاء من حجم خدمة نموذجي لـ الأطعمة المختلفة. يمكن أن يكون مؤشر الإنسولين أكثر فائدة من مؤشر نسبة السكر في الدم أو الحمل نسبة السكر في الدم لأن بعض الأطعمة (على سبيل المثال، اللحوم الخالية من الدهون والبروتينات) تسبب استجابة للإنسولين على الرغم من عدم وجود الكربوهيدرات، وبعض الأطعمة تسبب استجابة الإنسولين غير متناسبة مع نسبة الكربوهيدرات حمل.
هولت وآخرون قد لاحظوا أن مستويات الجلوكوز والإنسولين في معظم الأطعمة مرتبطة ارتباطًا وثيقًا، إلا أن الأطعمة الغنية بالبروتين ومنتجات المخابز الغنية بالدهون والكربوهيدرات المكررة «تستثير استجابات الإنسولين التي كانت أعلى بشكل غير متناسب من ردودهم على نسبة السكر في الدم». كما أنهم يستنتجون أن مؤشرات الإنسولين قد تكون مفيدة لإدارة النظام الغذائي وتجنب داء السكري المعتمد على الإنسولين وفرط شحميات الدم.

## شرح المؤشر
مؤشر الإنسولين ليس هو نفسه المؤشر الجلاسيمي، والذي يعتمد بشكل حصري على محتوى الكربوهيدرات القابل للهضم في الطعام، ويمثل مقارنة بين الأطعمة بكميات متساوية مع محتوى الكربوهيدرات قابل للهضم (عادة 50 غ). يقارن مؤشر الإنسولين الأطعمة بمقادير متساوية في السعرات الحرارية (250 سعرة حرارية أو 1000 كيلوجول). يتم قياس مؤشرات الإنسولين بالنسبة إلى الخبز الأبيض، في حين أن درجات مؤشر نسبة السكر في الدم في الوقت الحاضر يتم قياسها عادةً فيما يتعلق بالجلوكوز النقي، على الرغم من أن الخبز الأبيض في الماضي كان نقطة مرجعية لقياسات المؤشر الجلاسيمي أيضًا. في الرسم البياني أدناه، تظهر درجات نسبة السكر في الدم والإنسولين الزيادة في تركيز الدم لكل منهما. تشير درجة الشفاء الأعلى إلى مقدار ما تم تناوله من البوفيه بعد أن تناول المشاركون الطعام المذكور.
| الغذاء           | نوع الغذاء          | معدل الجلوكوز          | معدل الإنسولين       | معدل الشبع |
| ---------------- | ------------------- | ---------------------- | -------------------- | ---------- |
| نخالة            | رقائق الذرة         | 40 ± 7                 | 32 ± 4               | 151        |
| حساء الشعير      | رقائق الذرة         | 60 ± 12                | 40 ± 4               | 209        |
| موسيلي           | رقائق الذرة         | 43 ± 7                 | 46 ± 5               | 100        |
| Special K        | رقائق الذرة         | 70 ± 9                 | 66 ± 5               | 116        |
| Honeysmacks      | رقائق الذرة         | 60 ± 7                 | 67 ± 6               | 132        |
| Sustain          | رقائق الذرة         | 66 ± 6                 | 71 ± 6               | 112        |
| رقائق الذرة      | رقائق الذرة         | 76 ± 11                | 75 ± 8               | 118        |
| المتوسط:         | رقائق الذرة         | 59 ± 3                 | 57 ± 3               | 134        |
| خبز أبيض         | غني بالكربوهيدرات   | 100 ± 0                | 100 ± 0              | 100        |
| معكرونة بيضاء    | غني بالكربوهيدرات   | 46 ± 10                | 40 ± 5               | 119        |
| معكرونة بنية     | غني بالكربوهيدرات   | 68 ± 10                | 40 ± 5               | 188        |
| خبز القمح        | غني بالكربوهيدرات   | 60 ± 12                | 56 ± 6               | 154        |
| أرز بني          | غني بالكربوهيدرات   | 104 ± 18               | 62 ± 11              | 132        |
| بطاطا مقلية      | غني بالكربوهيدرات   | 71 ± 16                | 74 ± 12              | 116        |
| أرز أبيض         | غني بالكربوهيدرات   | 110 ± 15               | 79 ± 12              | 138        |
| خبز القمح الكامل | غني بالكربوهيدرات   | 97 ± 17                | 96 ± 12              | 157        |
| Potatoes         | غني بالكربوهيدرات   | 141 ± 35               | 121 ± 11             | 323        |
| المتوسط:         | غني بالكربوهيدرات   | 88 ± 6                 | 74 ± 8               | 158.6      |
| البيض            | غني بالبروتين       | 42 ± 16                | 31 ± 6               | 150        |
| جبن              | غني بالبروتين       | 55 ± 18                | 45 ± 13              | 146        |
| لحم بقر          | غني بالبروتين       | 21 ± 8                 | 51 ± 16              | 176        |
| عدس              | غني بالبروتين       | 62 ± 22                | 58 ± 12              | 133        |
| سمك              | غني بالبروتين       | 28 ± 13                | 59 ± 18              | 225        |
| فاصوليا مخبوزة   | غني بالبروتين       | 114 ± 18               | 120 ± 19             | 168        |
| المتوسط:         | غني بالبروتين       | 54 ± 7                 | 61 ± 7               | 166.3      |
| تفاح             | فاكهة               | 50 ± 6                 | 59 ± 4               | 197        |
| برتقال           | فاكهة               | 39 ± 7                 | 60 ± 3               | 202        |
| موز              | فاكهة               | 79 ± 10                | 81 ± 5               | 118        |
| عنب              | فاكهة               | 74 ± 9                 | 82 ± 6               | 162        |
| المتوسط:         | فاكهة               | 61 ± 5                 | 71 ± 3               | 169.75     |
| فول سوداني       | وجبة خفيفة/الحلويات | 12 ± 4                 | 20 ± 5               | 84         |
| فشار             | وجبة خفيفة/الحلويات | 62 ± 16                | 54 ± 9               | 154        |
| رقائق مقلية      | وجبة خفيفة/الحلويات | 52 ± 9                 | 61 ± 14              | 91         |
| مثلجات           | وجبة خفيفة/الحلويات | 70 ± 19                | 89 ± 13              | 96         |
| زبادي            | وجبة خفيفة/الحلويات | 62 ± 15                | 115 ± 13             | 88         |
| مارس (شوكولاتة)  | وجبة خفيفة/الحلويات | 79 ± 13                | 122 ± 15             | 70         |
| جيلي بينز (حلوى) | وجبة خفيفة/الحلويات | 118 ± 18               | 160 ± 16             | 118        |
| المتوسط:         | وجبة خفيفة/الحلويات | 65 ± 6                 | 89 ± 7               | 100.1      |
| دونات            | منتج مخبوز          | 63 ± 12                | 74 ± 9               | 68         |
| كرواسون          | منتج مخبوز          | 74 ± 9                 | 79 ± 14              | 47         |
| كعك              | منتج مخبوز          | 56 ± 14                | 82 ± 12              | 65         |
| رقائق (خبز)      | منتج مخبوز          | 118 ± 24               | 87 ± 12              | 127        |
| كوكي (مطبخ)      | منتج مخبوز          | 74 ± 11                | 92 ± 15              | 120        |
| المتوسط:         | منتج مخبوز          | 77 ± 7                 | 83 ± 5               | 85.4       |
| المتوسط:         | المتوسط             | 67.333 ± 5.7           | 72.5 ± 6             | 135.7      |
| المتوسط:         | إجمالي              | 68.8 ± 12.7105         | 72 ± 9.5             | 136        |
| الغذاء           | نوع الغذاء          | نتائج المؤشر الجلاسيمي | نتائج مؤشر الإنسولين | معدل الشبع |

-خبز الجاودار يحتوي على 47 ٪ من الجاودار المجفف، هولت وآخرون.
-خبز مصنوع من دقيق القمح الكامل الوجبة، هولت وآخرون.
-ذكر مؤلفو دراسة الشبع أن كمية الجيليان المستهلكة تميل إلى جعل المشاركين غثيرين وقد يكونون قد أنتجوا درجة شبع خاطئ.
تم تحديد الجلوكوز (نسبة السكر في الدم) وعينات الإنسولين عن طريق تغذية 1000 كيلوجول (239 سعر حراري) من الطعام للمشاركين وتسجيل المنطقة تحت منحنى الجلوكوز / الإنسولين لمدة 120 دقيقة ثم قسمة المنطقة تحت منحنى الجلوكوز / الإنسولين للخبز الأبيض . النتيجة هي أن جميع الدرجات هي نسبة إلى الخبز الأبيض. تم تحديد درجة الشبع من خلال مقارنة كيف شعر المشاركون في غضون ساعتين بعد إطعامهم لعدد ثابت من السعرات الحرارية (240 سعر حراري) من طعام معين في حين عصبت عينيه (لضمان عدم ظهور الطعام كعامل)، ثم قسمة هذا العدد على كيفية تشبعه شعر المشاركون بعد تناول الخبز الأبيض. يخدم الخبز الأبيض كخط أساس لـ 100. بعبارة أخرى، الأطعمة التي تزيد عن 100 هي أكثر إرضاءً من الخبز الأبيض وأولئك الذين تقل أعمارهم عن 100 شخص أقل إرضاءً. ترتبط درجة الشبع بشكل سلبي بالمبلغ الذي يتناوله المشاركون في بوفيه لاحق.
± تشير إلى عدم اليقين في البيانات. على سبيل المثال، 60 ± 12 تعني أن هناك فرصة 95٪ أن تكون النتيجة بين 60-12 (48) و 60 + 12 (72)، 60 هي أعلى احتمال بافتراض منحنى الجرس. في الممارسة العملية، هذا يعني أنه إذا كان هناك نوعان من عدم اليقين يحتويان على أطعمة كبيرة ولديهما قيم قريبة من بعضهما البعض، فأنت لا تعرف أيًا من النقاط تكون أعلى.